# Secteur 4 (Bucarest)
Le secteur 4 est l'une des six divisions administratives de la ville de Bucarest, capitale de la Roumanie.

## Géographie
Le secteur s'étend sur 3 400 hectares dans la partie sud-est de la ville. Il est limitrophe des secteurs 3 au nord et 5 à l'ouest.

## Quartiers

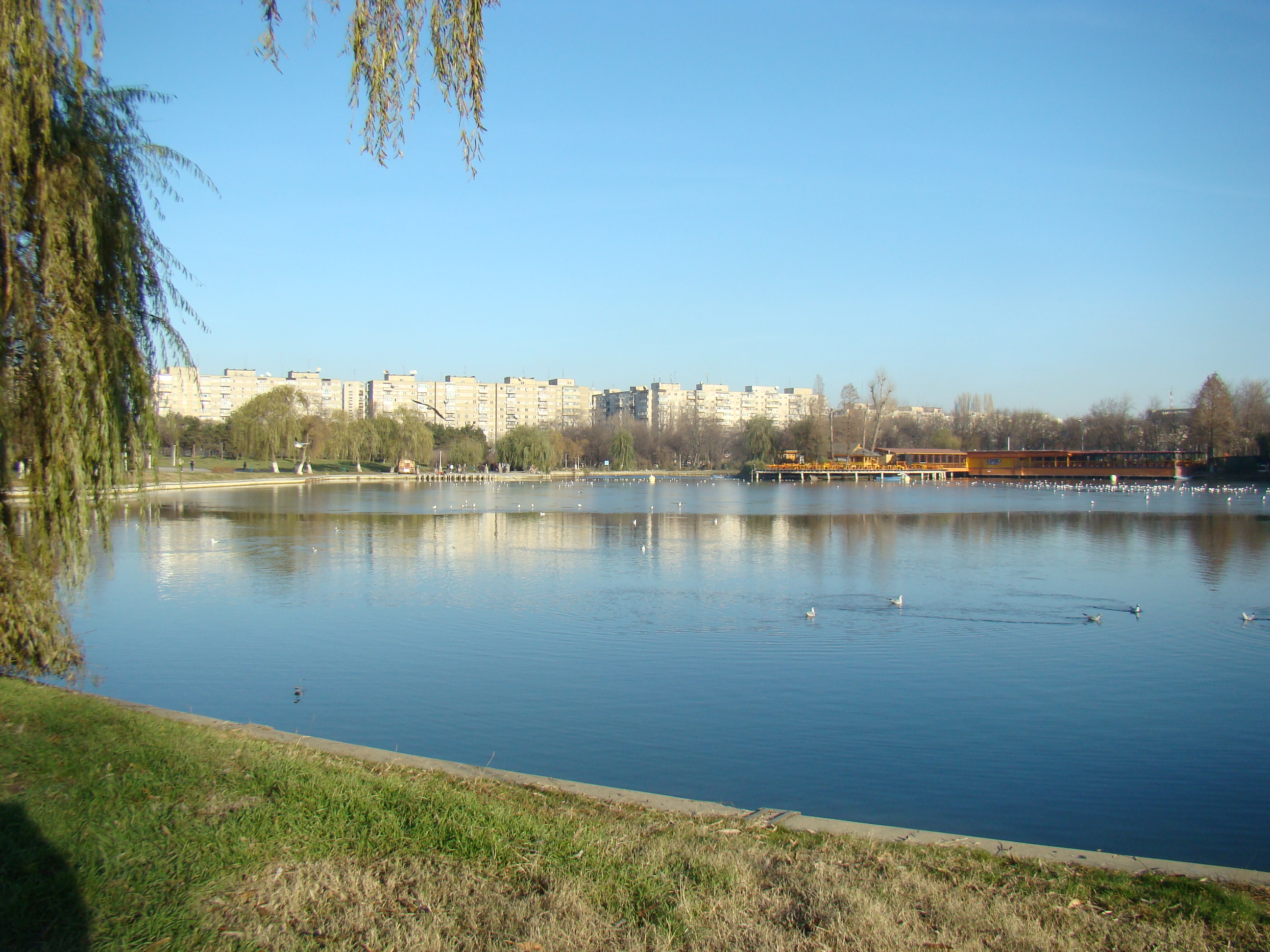
Parcul Tineretului.

- Giurgiului
- Berceni
- Olteniței
- Tineretului
- Văcăreşti

## Politique
| Parti                           | Sièges  |
| ------------------------------- | ------- |
| Parti social-démocrate (PSD)    | 11 / 27 |
| Alliance USR-PLUS (USR-PLUS)    | 9 / 27  |
| Parti national libéral (PNL)    | 5 / 27  |
| Parti Mouvement populaire (PMP) | 2 / 27  |

### Liste des maires
| Nom                      | Parti | Parti | Début du mandat | Fin du mandat |
| ------------------------ | ----- | ----- | --------------- | ------------- |
| Constantin Tutunaru      |       | FSN   | 1992            | 1996          |
| Marin Luțu               |       | PNL   | 1996            | 2000          |
| Vasile Mihalache         |       | PSD   | 2000            | 2004          |
| Adrian Inimăroiu         |       | PNL   | 2004            | 2008          |
| Cristian Popescu Piedone |       | UNPR  | 2008            | 2015          |
| Daniel Băluță            |       | PSD   | 2015            | 2024          |

## Lieux et monuments
- le Palais de Justice de Bucarest
- le Dealul Patriarhiei
- l'Église de Bucur
- la Casa Memoriala Tudor Arghezi
- la Casa Memorială George Bacovia
- le Musée technique Dimitrie-Leonida
- l'Usine électrique Filaret
- l'Observatoire astronomique - l'institut astronomique de l'académie roumaine
- la Salle Polyvalente
- le Palais National de la Jeunesse
- l'Institut National de Médecine Légale "Mina Minovici"
- le Cimetière Bellu

## Parcs et Lacs
- Parc Carol I
- Parc Tineretului
- le village d'enfants
- Lac Văcărești